# 细苞银背藤
细苞银背藤（学名：Argyreia roxburghii）为旋花科银背藤属的植物。分布于尼泊尔、印度、锡金等地，生长于海拔750米至1,800米的地区，目前尚未由人工引种栽培。